# Református templom (Rudabánya)

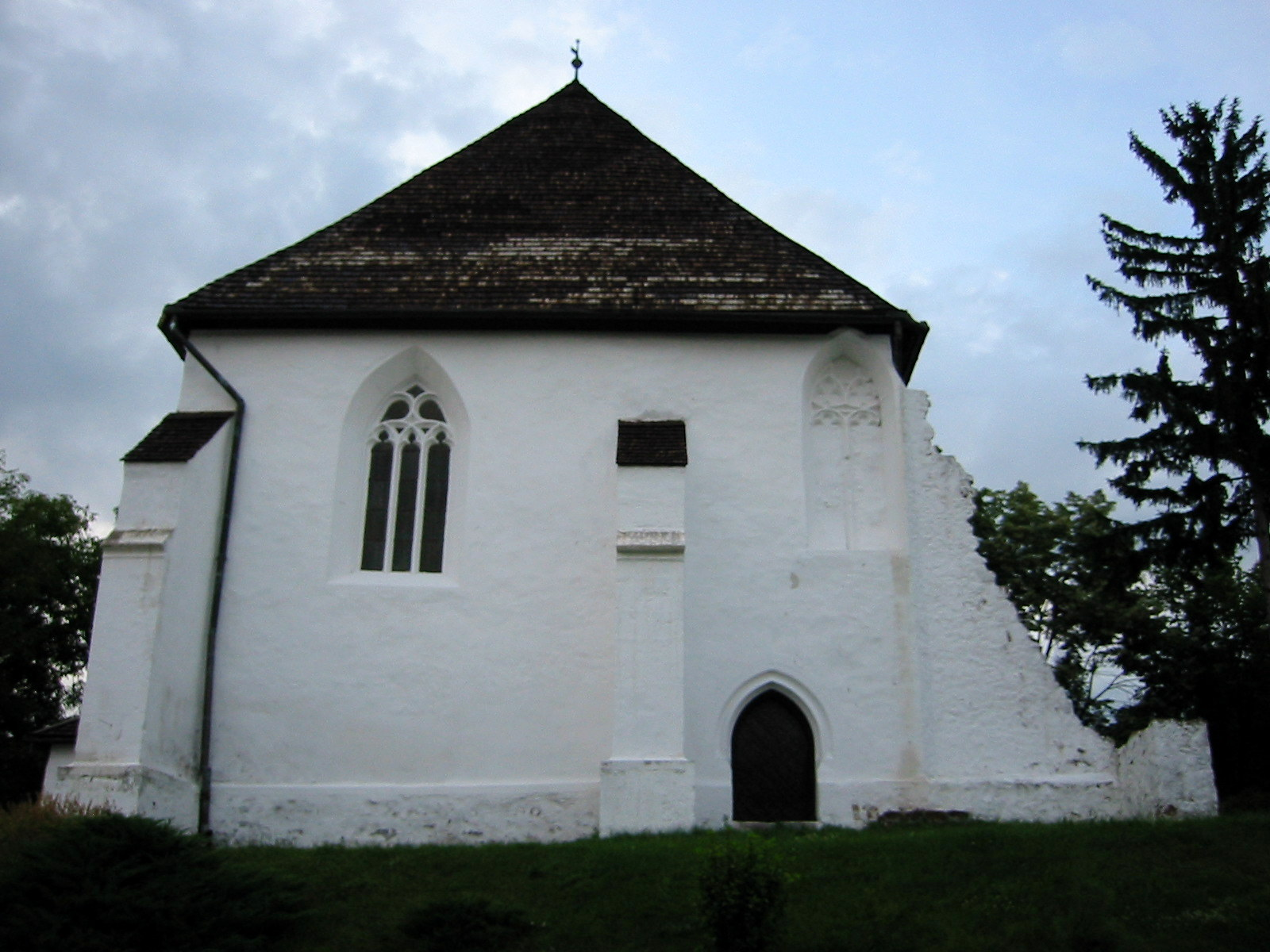
Rudabánya ref. templom

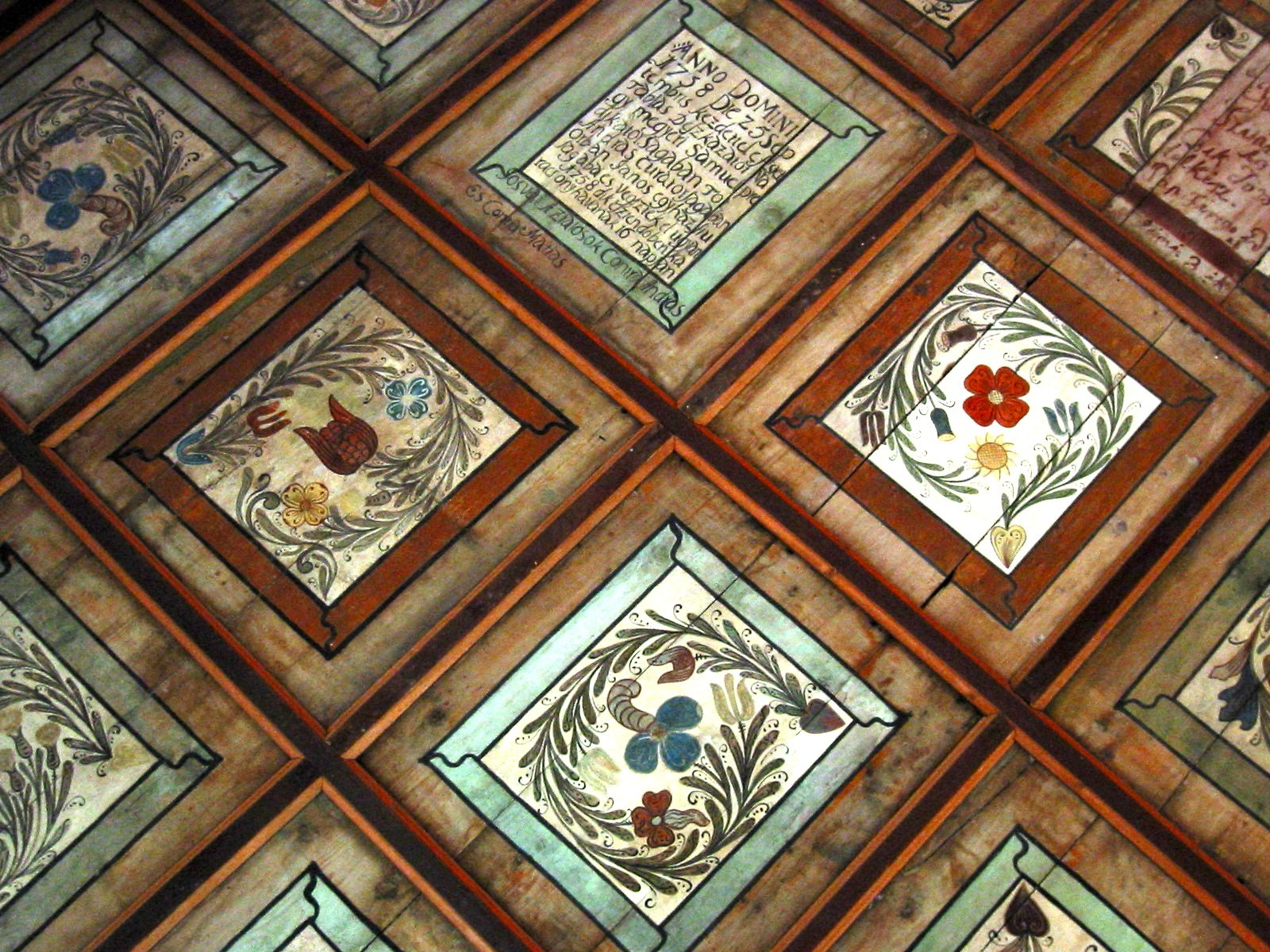
A templom kazettás mennyezete

Abból az időszakból, amikor Rudabánya a hét felső-magyarországi bányaváros egyike volt, egyetlen épület maradt fenn: a református templom (3733 Rudabánya, Temető út 8.). Az épület műemlék. Műemlékvédelmi törzsszáma: 999, KÖH azonosító száma: 3057.

## Története
Helyén már a 14. század előtt is templom állhatott, azt azonban a század közepén nyom nélkül elbontották, és helyette kora gótikus stílusú templomot emeltek. Ez nem sokáig maradt fenn változatlan állapotban; a következő évszázadban késő gótikus stílusban átalakították — az eredetileg egyhajós épületet háromhajóssá; az északi oldalt három kápolnával is bővítették. A hálóboltozatos templomot 1555-ben és 1576-ban a törökök dúlták fel; ezután évtizedekig tetőtlenül, elhagyatottan állt.
A lakosság nagy része elmenekült a törökök elől. A megmaradtak reformátussá lettek. Lelkészről 1594-ből van az első ismeretünk, és az 1595-ös összeírás már református templomot említ. Az épület egy részét 1664-66-ban állították helyre úgy, hogy a viszonylag épen maradt nyugati harmadát egy keresztben felhúzott fallal elválasztották a romosan hagyott részektől, majd sík deszkamennyezettel fedték le. Az így kapott tér közepére áthoztak egy késő gótikus ablakot az elpusztult részről. A romos részeket elbontották, és a kinyert köveket a falu házaiba építették be.
Végleges formáját a 18. században nyerte el, amikor a ma is használatos nyugati bejárat elé egy kis előteret húztak.
A templom az egymást követő szakszerűtlen renoválások miatt fokozatosan elveszítette középkori jellegét, ezért a műemlékvédelem sokáig nem figyelt fel rá. Az 1960-as években azonban  vasércbánya robbantásai miatt az épület falai megrepedtek, a déli oldal egyik, utólag az épülethez toldott támpillére elvált a faltól. eközben a tető beázásai és a faanyag kártevői miatt végveszélybe került a templom fő látványosságának tartott festett famennyezet is. A halaszthatatlanul szükséges javítás előtt az Országos Műemléki Felügyelőség szakemberei feltárták a templomot, és felfedezték annak értékeit. A teljes mennyezetet Budapestre szállították, és az Országos Műemlékvédelmi Felügyelőség központi műhelyében évekig tartó munkával állították helyre.  A szakszerű helyreállítás utolsó lépését, a faliképek restaurálását 1976-ban fejezték be.

## Az épület
A templom terméskőből épült, armírozott sarkokkal, faragott kváderkövekkel. Kontyolt fedélszékét fazsindely fedi. Két kapujából a nyugati használatos. A déli kapu az épület egyik fő nevezetessége.
A déli falon, az ajtótól balra két késő gótikus támpillért, jobbra, magasan egy befalazott, kora gótikus ablaktöredéket tártak fel, illetve bontottak ki a rekonstrukció előtti falkutatás eredményeként. A bal oldali támpilléren egy középkori napóra látható, ami Magyarországon ritkaság.
Az épület belső tere egyetlen, téglalap alakú, és mostani, csökkentett alapterületéhez képest nagyon magas terem. Ezt két késő gótikus, halhólyagmotívumos ablak világítja meg: egyikük eredeti helyén van a déli falban, a másikat utólag építették be a keleti falba. A falak felső peremén megmaradtak a gótikus mennyezet boltvállai; a mai famennyezet részben ezekre támaszkodik.
Az északi falon látható két freskótöredék 1928-ban került elő a mészrétegek aló több más falképmaradvánnyal együtt, a többi azonban annyira rossz állapotban volt, hogy leverték őket. A két meghagyott kép közül a jobb oldalin szent Ilona látható a kereszttel, a másik témáját a különböző források eltérően értelmezik:
- szent Zsófia gyermekeivel (Hadobás, 2003; valószínűleg Pámer Nóra, 1998: Rudabánya. Református templom. Tájak-Korok-Múzeumok Kiskönyvtára, 568. műve alapján); illetve
- a Madonna két, koronás szent között (TiREk).

A művészettörténészek szerint 1430 táján festhették őket, és kimutatható rajtuk az itáliai trecento hatása.
A templomkertben kivehetők az elpusztult falak maradványai.
A templom déli vége előtt, külön álló, hagymakupolás, zsindellyel borított harangtornyot 1896-ban építették, méghozzá az 1789-ben ácsolt harangláb köré. Két harangja van:
- a 70 kg-osat 1713-ban öntötték; felirata: „Verbum Dei manet in aeternum, anno 1713.”
- a 180 kg-os acélharangot Diósgyőrben készítették 1920-ban, felirata: „Isten dicsőségére készítették a ref. hívek.”

## A templom berendezése
A templom híres vasajtaja eredeti, 14. századi kovácsmunka. Felületét vaspántok tagolják 55, rombusz alakú mezőre; a mezőkben Anjou-címerekkel, mesterjegyekkel és egy német nyelvű felirattal:
- M<UTTER> MARIA HILF
- CASPAR MELCHIOR BALTHASAR

Magát a műtárgyat a miskolci múzeumban őrzik, a déli kapu eredeti, csúcsíves kőkeretében annak műanyagból készült másolatát helyezték el — a magyar műemlékvédelemben ez volt az első olyan eset, hogy egy műtárgyat eredeti helyén másolattal pótoltak.
Ugyancsak csúcsíves a nyugati kapu kőkerete — ez a kapu fából készült.
A keleti falra két vörösmárvány síremléket erősítettek. Ezeket eredetileg a padlóba építették be, és azért emelték ki őket onnan, hogy ezzel is növeljék a 17. századi átépítéssel erősen lecsökkentett alapterületet.
- a jobb oldali, gótikus stílusú Perényi Istváné, aki Zsigmond király étekfogó mestere volt — az 1437-re datált sírkőbe a család címerét faragták, valamint rendi jelvényeket és az elhunytat megnevező gótikus kisbetűs körfeliratot. A sírkő alsó része hiányzik (valószínűleg a törökdúláskor leomló mennyezet kövei törhették össze; ezt a részt műkővel pótolták).
- a bal oldali, reneszánsz stílusú sírkő 1576-ban készült Saurer Erhard bányaprovizor sírjára. Fölső részén a család „beszélő címere” látható két vadkanfejjel, a barokkot megelőlegezően dús levélornamentikában. Az alsó rész nagybetűs, latin nyelvű felirata az elhunyt érdemeit sorolja fel.

Egy, a falra erősített, fekete táblán Rimaszombati Vitéz Katalin sírfelirata olvasható 1669-ből.
A 120 (10 * 12) festett táblából álló famennyezet az egyik legszebb, legnagyobb és legépebb ilyen jellegű munka Magyarországon. Az egyik tábla felirata szerint Contra András és Mátyás jolsvai festőasztalosok készítették 1758-ban. A korábbi, 17. századi famennyezetből kevés maradt meg:
- a mestergerenda a templom építését megörökítő, vésett felirattal;
- a mestergerendát alátámasztó, egyetlen tölgyfából faragott, 9 m magas oszlop és
- (gyaníthatóan) hat, a többitől elütő, kevésbé kidolgozott tábla.

A táblákat léckeretek választják el egymástól. A motívumok többsége növénymintás; a növények változatosak:
- szegfű (virág),
- tulipán (virág),
- pálma (levél);
- akantuszlevél;
- gránátalma (gyümölcs) stb.

Három táblán emberek, illetve állatok tűnnek fel:
- fiait envérével tápláló pelikán,
- Ádám és Éva,
- kétfejű sas.

Néhány kék alapszínű, egyszerűen festett tábla későbbi, szakszerűtlen pótlás.
A mennyezettel egyidős a Mózes-szék és a 15 padelő, de utóbbiak közül sok festése tönkrement a helytelen kezelés miatt.
A falazott szószék pelikános-csigavonalas, festett szőlőfürtökkel díszített koronáját a rajta feltüntetett évszám szerint 1767-ben faragták;

## Hitélet
Egész évben tartanak esküvőket.

## Látogatható
Látogatásához be kell jelentkezni.  Telefon: 48/353-216 (2012-ben)